# Lamiodendron
Lamiodendron, monotipski biljni rod drveća iz porodice katalpovki smješten u tribus Tecomeae. Jedina je vrsta L. magnificum Sa Nove Gvineje i susjednih otočja d´Entrecasteaux, Louisiade, Normanby i Rossel

## Ime
Ime roda Lamiodendron je u čast Hermana Johannesa Lama (1892. – 1977.), nizozemskog botaničara. Latinski specifičan epitet za magnificum izveden je iz magnificus što znači veličanstven. I rod i vrsta su prvi put opisani i objavljeni u Nova Guinea, n.s., Vol.8 na stranicama 379-381 1957. godine.

## Opis
15 do 20 metara visoko drvo.